# Angèle (chanteuse)
Pour les articles homonymes, voir Angèle et Van Laeken.
Angèle Van Laeken, plus connue sous le mononyme d'Angèle, née le 3 décembre 1995 à Uccle (Bruxelles-Capitale), est une auteure-compositrice-interprète, musicienne, productrice, actrice et mannequin belge d'expression française.
Son premier album, Brol, sorti en octobre 2018 et certifié double disque de diamant, se vend à plus de 500 000 exemplaires dans les onze premiers mois après sa sortie, atteignant ainsi la première place des ventes d'albums en France pour l'année 2019,. En 2021 sort son album Nonante-cinq, qui connaît également le succès.
En 2020, elle remporte la Victoire de la musique du concert de l'année pour son Brol Tour. En 2022, elle est nommée l'Artiste féminine francophone de l’année puis l'année suivante, elle remporte le trophée de l’artiste féminine de l’année et de l’album le plus diffusé en ligne en mode continu de l’année. Elle fait une apparition remarquée en interprétant, accompagnée du groupe Phoenix et de Kavinsky, le titre « Nightcall », lors de la cérémonie de clôture des Jeux olympiques de Paris 2024. Cette performance a engendré le record de la musique la plus recherchée de l’histoire en une minute sur l’application Shazam.

## Biographie
Angèle Joséphine Aimée Van Laeken naît le 3 décembre 1995 à Uccle en Belgique, commune aisée du sud de la région de Bruxelles-Capitale. Elle est la fille du chanteur Marka et de la comédienne Laurence Bibot (fondateurs du duo pop-rock-électro Monsieur et Madame), et la sœur du rappeur Roméo Elvis,,.
Elle grandit à Linkebeek, commune flamande située dans la banlieue sud de Bruxelles. Son père l'encourage très tôt à apprendre à jouer du piano, ce qui, d'après elle, constitue la base de sa carrière musicale.
Angèle fréquente un établissement catholique à l'éducation stricte, avant de rejoindre l'École Decroly, une école à la pédagogie inspirée de l’éducation nouvelle. Les options artistiques variées de cette école secondaire lui permettent de s'épanouir davantage et de rejoindre une école de jazz avant d'intégrer le groupe de son père. Angèle donne par la suite ses premiers concerts dans des cafés de Bruxelles.
Si la langue maternelle d'Angèle est le français, elle déclare « se débrouiller » en flamand, l'une des trois langues officielles de Belgique.

## Carrière musicale

### Débuts médiatiques (2015 – 2017)
En 2015, Angèle commence à publier ses premières reprises, sur les réseaux sociaux. En 2016, elle se fait connaître, notamment en reprenant un titre de Dick Annegarn, Bruxelles, mais également via de courtes vidéos sur son compte Instagram où elle mêle chant et humour.
Durant l'année 2017, elle assure les premières parties du duo franco-cubain Ibeyi et du rappeur belge Damso.

### Premier albumBrolet première tournée (2018 – 2020)

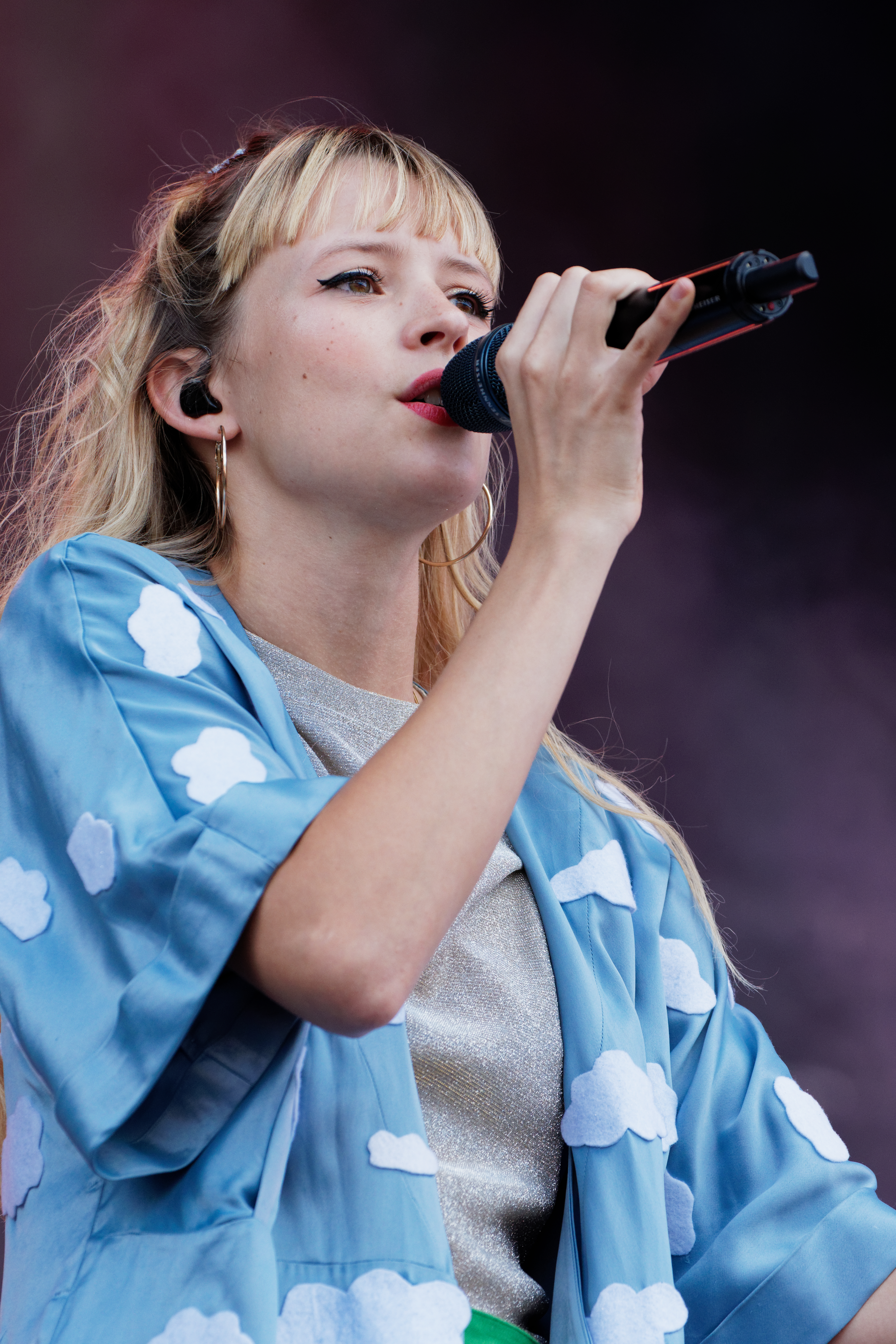
Angèle au Festival des Vieilles Charrues en 2018.

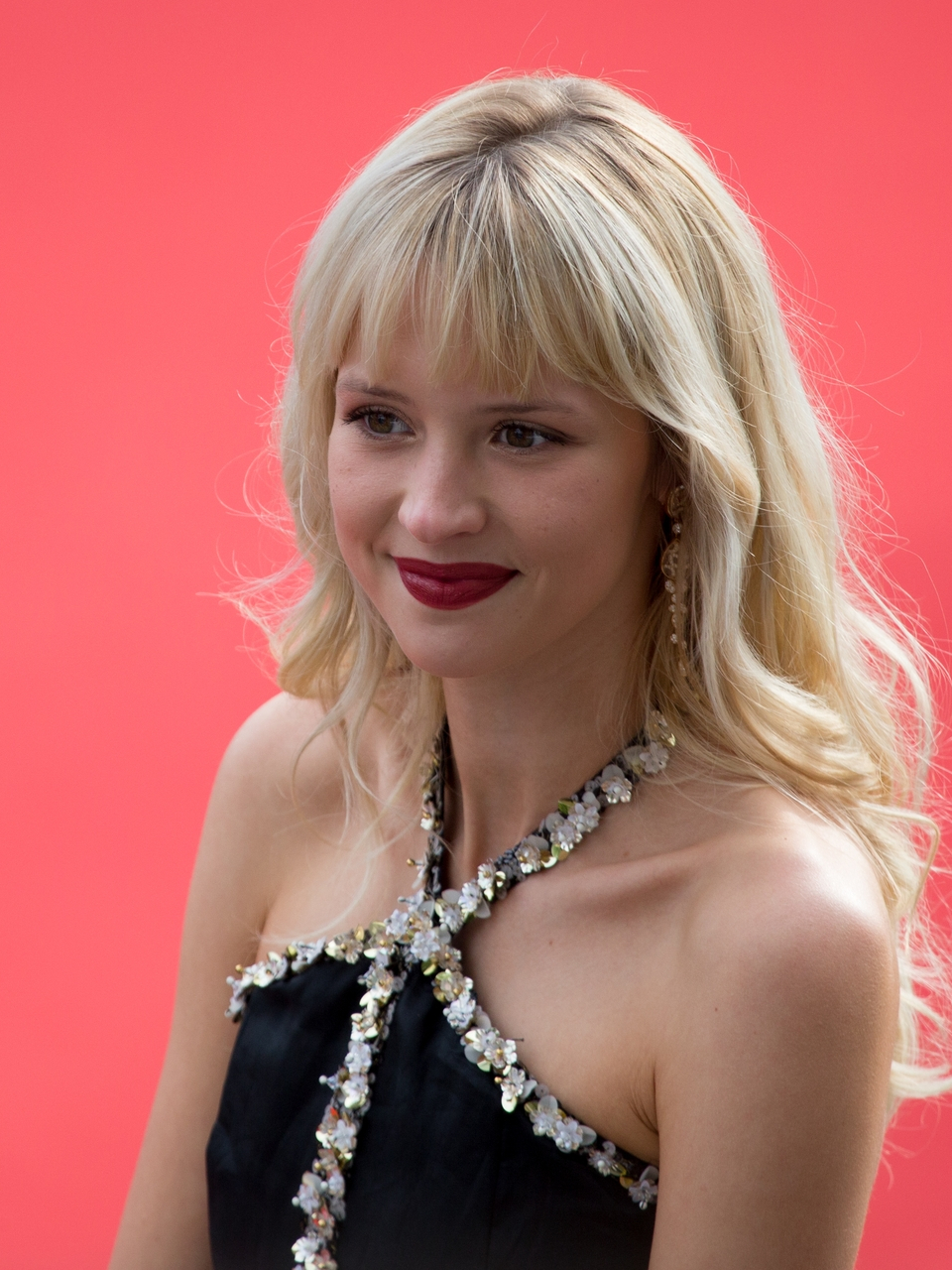
Angèle au Festival de Cannes en 2019.

Fin 2017, son premier single, La Loi de Murphy sort et fait des millions de vues sur YouTube.
En janvier 2018, Angèle sort son deuxième single, intitulé Je veux tes yeux. Les deux clips sont réalisés par la photographe belge Charlotte Abramow.
En mai 2018, elle donne son premier concert à Paris au Trianon, accompagnée de MC Solaar, sur la reprise de son titre Victime de la mode. Elle participe ensuite à de grands festivals d'été en Belgique, en France et en Suisse, comme Les Ardentes, Dour[source insuffisante], Garorock, Rock Werchter ou encore le festival des Vieilles Charrues.
En 2018, Angèle accroît alors sa popularité en apparaissant dans Silence, un titre de l'album Lithopédion de Damso paru en juin 2018, ce qui lui permet d'acquérir une certaine notoriété, notamment dans le milieu du rap : le grand public commence dès lors à s'intéresser à elle. Angèle enchaîne dans le même temps, avec La Thune, son troisième single.
Elle annonce dans la foulée la sortie de son premier album sur le label Initial, intitulé Brol, dont les titres sont présentés en août 2018. En même temps que son quatrième single, Tout oublier, en duo avec son frère Roméo Elvis, l'album sort le 5 octobre 2018. Cet album connaît le succès dès ses débuts, Angèle faisant notamment le tour de différentes émissions télévisées françaises. En novembre 2018, dans une interview pour le site de Télérama, elle affirme ressentir un fort sexisme dans le monde de la musique, et constate que certains ont du mal à intégrer le fait qu'elle écrit, compose et produit ses chansons elle-même. Le 5 décembre 2018, l'album Brol est certifié disque de platine, deux mois après sa sortie. Début septembre 2019, il est certifié disque de diamant en France pour 500 000 albums vendus.
Le 14 avril 2019, Angèle dévoile le vidéoclip de Balance ton quoi. Le 15 juin, elle participe à La Chanson de l'année diffusée sur TF1, grâce au succès de son titre Tout oublier. En août, elle participe au Festival du roi Arthur. Le 8 septembre 2019, elle dévoile le vidéoclip de Flou. Le 10 octobre 2019, elle lance une nouvelle chanson, Perdus. Il figure sur la réédition de son album Brol, intitulée Brol, la suite. Le 8 novembre 2019, elle lance un nouveau single, Oui ou non, accompagné d'un clip parodiant des spots publicitaires. Le lendemain, elle remporte aux NRJ Music Awards le prix Artiste féminine francophone de l'année et la Chanson française de l'année pour Tout oublier.
Sa tournée, le Brol Tour, qui a duré près de deux ans entre 2018 et 2020 est passée par la Belgique, la France, la Suisse, les États-Unis et le Canada. Le 13 décembre 2019, la chanteuse belge a donné son tout premier concert au centre Bell, soit la plus grande salle de spectacle à Montréal, au Québec. Ce spectacle propulsa sa carrière, qui en seulement 18 mois, est passée de petites performances dans des bars à des concerts à l’international devant des milliers de fans.
En 2020, Angèle collabore avec la chanteuse londonienne Dua Lipa sur un titre commun intitulé Fever, extrait de la réédition de l'album de cette dernière, Future Nostalgia. Les deux chanteuses sont contraintes de composer ce morceau à distance en raison de la pandémie du Covid-19.

### Deuxième album:Nonante-cinq(depuis 2021)
En octobre 2021, la chanteuse sort un nouveau single intitulé Bruxelles je t'aime et annonce la sortie de son deuxième album baptisé Nonante-cinq pour le 10 décembre 2021,.
Finalement, Angèle décide de sortir par surprise son nouvel album une semaine plus tôt, le 3 décembre 2021 à minuit. Elle l'annonce lors d'un live sur Instagram réalisé deux heures plus tôt, à l'occasion de son anniversaire.
Le 3 décembre 2021 à midi sort le clip de Démons, titre produit en collaboration avec l'artiste belge Damso, soit leur deuxième collaboration après Silence.
La sortie de ce nouvel album comprend plusieurs titres tels que Taxi, qui résume une rupture amoureuse, Solo, mots justes, mauvais rêves, plus de sens ainsi que Bruxelles je t’aime et Démons.
Entre fin 2021 et début 2022, Angèle est l'artiste la plus diffusée sur les radios francophones belges, aux côtés de Stromae et Lost Frequencies ; les trois artistes représentent environ 25 % du temps d'antenne total de ces radios, selon Le Soir.
Le 18 novembre 2022, sort la suite de Nonante-cinq intitulée Nonante-cinq La Suite. Cette réédition comprend plusieurs titres tels que Promets-moi, Patrick, Le temps fera les choses ou encore Évidemment en collaboration avec Orelsan.
En 2024, Angèle se produit à la cérémonie de clôture des Jeux olympiques de Paris 2024 en interprétant la chanson Nightcall avec Kavinsky et le groupe Phoenix.
Ses chorégraphies enflammées et dynamiques sont particulièrement appréciées des jeunes Français, qui n'hésitent pas à les reproduire dans leurs chambres, ce qui consolide ainsi son influence culturelle et artistique.[réf. nécessaire]

## Carrière cinématographique
En 2019, sa carrière cinématographique débute dans le secteur du doublage, où elle incarne la voix française du personnage d'animation Gabby Gabby dans le film à succès Toy Story 4. Dans le même registre, elle est par la suite amenée, à cause de la mort d'Odile Schmitt en mars 2020, à incarner la voix du personnage de Lola Bunny dans le film Space Jam : Nouvelle Ère sortie en juillet 2021.
En 2021, s'agissant des films en prises de vue réelles, elle est choisie par Leos Carax pour incarner dans le film d'ouverture de la 74e édition du Festival de Cannes l'une des six accusatrices dans le film Annette au côté de Marion Cotillard et Adam Driver. Elle incarne le personnage de Falbala dans l'adaptation d'Astérix, Astérix et Obélix : L'Empire du Milieu, sortie en 2023.
En 2020, s'agissant du petit écran, elle fait une apparition dans la série La Flamme en interprétant le rôle d'Anna, l'une des prétendantes du personnage Marc incarné par Jonathan Cohen.
Le 26 novembre 2021, sort sur Netflix un documentaire sur sa vie, intitulé Angèle, dans lequel elle se confie sur sa vie privée,,.

## Télévision
En 2022, elle participe à plusieurs émissions telles que La chanson de l'année ou Star à domicile,.

## Vie privée
De 2017 à 2019, elle est en couple avec le danseur et chorégraphe Léo Walk. La chanson Perdus évoque la fin de leur relation, liée à la nouvelle notoriété d'Angèle,,.
Après la révélation non voulue en novembre 2019 de son orientation sexuelle et de sa relation avec une femme par la Une du magazine Public et Cyril Hanouna, en août 2020 sur Instagram, la chanteuse révèle être bisexuelle et annonce en même temps de façon officielle sa relation, entamée en novembre 2019, avec l'humoriste et actrice Marie Papillon, lesbienne. Leur relation prend fin au cours de l'année 2021.
Durant l'émission Les Rencontres du Papotin diffusée le 20 mai 2023, Angèle révèle qu'elle s'identifie en réalité comme pansexuelle. Elle regrette l'association systématique de cette idée avec celle de polyamour. Cependant, elle déclare ne plus être exclusive en amour.

## Engagements
Au travers de sa musique et de ses paroles, Angèle se montre engagée contre le sexisme. C'est notamment le cas dans sa chanson Balance ton quoi, où, en plus des paroles, les uniformes de l'« Anti-Sexism Academy » du clip sont créés par la jeune marque de vêtements féministes Meuf Paris. De plus, Angèle soutient le collectif féministe #NousToutes qui lutte contre les violences sexistes et sexuelles, et manifeste à leurs côtés lors de la manifestation du 8 mars 2020 pour la Journée internationale des femmes. Enfin, elle vend plusieurs produits à son effigie sur son site internet dont l'intégralité des bénéfices est reversée à deux associations féministes : Centre 320 rue Haute qui se trouve en Belgique et La Maison des Femmes x Saint-Denis en France.
En mai 2019, elle annonce sa collaboration avec la fondation KickCancer (association qui lutte contre le cancer pédiatrique et lève des fonds lors d'appels à projets ou à l'occasion de courses caritatives telles que Run to Kick). Elle en devient la marraine pour l'année 2019 et participe à la course le 29 septembre 2019.
En 2021, à l'occasion de la Saint-Valentin, Angèle reprend La vie en rose dans une publicité Netflix (intitulée « L'amour. C'est tout. »). Cette dernière est un soutien au mouvement LGBT et met l'amour au premier plan de toute relation humaine, indépendamment du genre,.
En 2022, elle contribue à l’ouvrage collectif Moi aussi : Metoo, au-delà du hashtag, sous la direction de Rose Lamy et paru chez JC Lattès,.
Elle participe en juillet 2024 à un concert à La Cigale, à Paris, en soutien à Gaza. Le projet, lancé par le collectif « La culture pour un cessez-le-feu », vise à alerter sur la situation humanitaire de l'enclave palestinienne et à collecter des fonds pour l’ONG Medical Aid for Palestine. Elle est également signataire d'une tribune appelant à la reconnaissance d'un État palestinien.

## Discographie

### Albums studio
- 2018 : Brol
- 2021 : Nonante-Cinq

## Tournées
- 2018 - 2020 : Brol Tour
- 2022 - 2023 : Nonante-Cinq Tour

## Distinctions
Cette section liste les récompenses reçues par Angèle ou l'une de ses œuvres. Pour la liste complète des récompenses et nominations, voir l'article détaillé.

### Victoires de la musique
| Année | Travail nommé                | Récompense                          |
| ----- | ---------------------------- | ----------------------------------- |
| 2019  | Brol                         | Album révélation de l'année         |
| 2019  | Tout oublier ft. Roméo Elvis | Création audiovisuelle              |
| 2020  | Brol Tour                    | Concert de l'année                  |
| 2023  | Nonante-Cinq                 | Album le plus streamé d'une artiste |
| 2023  | Angèle                       | Artiste interprète féminine         |

## Filmographie

### Cinéma
- 2019 : Toy Story 4 de Josh Cooley : Gabby Gaby (voix francophone européenne)
- 2021 : Annette de Leos Carax : une des six accusatrices
- 2021 : Space Jam : Nouvelle Ère de Malcolm D. Lee : Lola Bunny (voix francophone européenne)
- 2023 : Astérix et Obélix : L'Empire du Milieu de Guillaume Canet : Falbala

### Télévision
- 2020 : La Flamme de Jonathan Cohen, Jérémie Galan et Florent Bernard : Anna (saison 1, 2 épisodes)
- 2021 : Angèle de Sébastien Rensonnet et Brice VDH (documentaire sur Netflix)